# 4175 Billbaum
4175 Billbaum è un asteroide della fascia principale. Scoperto nel 1985, presenta un'orbita caratterizzata da un semiasse maggiore pari a 2,6860664 UA e da un'eccentricità di 0,1837506, inclinata di 13,56468° rispetto all'eclittica.